# Andy Mate
Andrew „Andy“ Mate, in Deutschland als Andreas Máté bekannt (* 19. März 1940 in Budapest, Ungarn als András Máte; † 13. Mai 2012 in Ungarn), war ein US-amerikanischer Fußballspieler ungarischer Herkunft.
Im Zuge des Ungarischen Volksaufstandes 1956 floh Mate, Spieler bei Újpest Budapest, aus seinem Heimatland in die Vereinigten Staaten, wo er sich New York Hungaria anschloss. 1962 gewann Mate mit den Hungarians die German American Soccer League sowie den National Challenge Cup, in dessen Finale er zwei der drei Tore erzielt hatte; im September 1962 gehörte der Mittelfeldspieler einer All-Star-Mannschaft an, die im Nahen Osten insgesamt achtzehn Spiele gegen Vereins‑ und Nationalmannschaften bestritt. In der Ersten Runde des CONCACAF Champions’ Cup 1963 erzielte Mate gegen den mexikanischen Verein Oro de Jalisco in zwei Spielen alle fünf Tore für New York Hungaria. 1963 wechselte er zum kolumbianischen Verein Deportivo Cali, kehrte jedoch nach kurzer Zeit nach New York zurück.
Am 27. Mai 1964 bestritt Mate sein einziges Länderspiel für die Nationalmannschaft der Vereinigten Staaten: Das Spiel gegen England verlor die Mannschaft mit 0:10.
Seit Sommer 1964 war Mate beim Hamburger SV als erster Ungar der Bundesliga und erster ausländischer Spieler der Hanseaten aktiv; am 12. September 1964 kam er gegen Borussia Neunkirchen zu seinem ersten Einsatz in der höchsten deutschen Spielklasse, eine Woche später erzielte er gegen den Meidericher SV seinen ersten Treffer. Knapp sieben Monate später, am 10. April 1965, kam er im Auswärtsspiel bei Borussia Dortmund zu seinem sechsten und letzten Einsatz in der Bundesliga (insgesamt zwei Treffer); im September 1965 wurde Mates Vertrag aufgelöst.
Nach seiner Rückkehr in die Vereinigten Staaten schloss sich Mate erneut den Hungarians an, ehe er 1967 zu den New York Generals in die National Professional Soccer League wechselte, wo er zwei Spiele bestritt; noch im selben Jahr heuerte er beim Ligakonkurrenten Philadelphia Spartans an. Zwischen 1968 und 1970 wurde der Immigrant zum vierten Mal bei den Hungarians angelangt, in der German American Soccer League eingesetzt. 1971 wurde er vom neu gegründeten North-American-Soccer-League-Verein New York Cosmos verpflichtet, wo er 16 Treffer in 22 Spielen erzielte. 1975 ist er als einfacher Torschütze der New Jersey Americans in der American Soccer League belegt.